# Dendropsophus gaucheri
Dendropsophus gaucheri é uma espécie de anfíbio da família Hylidae. Pode ser encontrada na Guiana, Suriname e Brasil.